# Organisation communiste d'Espagne – Drapeau rouge
 (janvier 2023).
Si vous disposez d'ouvrages ou d'articles de référence ou si vous connaissez des sites web de qualité traitant du thème abordé ici, merci de compléter l'article en donnant les références utiles à sa vérifiabilité et en les liant à la section « Notes et références ».
L'Organisation communiste d'Espagne – Drapeau rouge (Organización Comunista de España - Bandera Roja ou OCE-BR), parfois dénommée Bandera Roja, était un parti politique espagnol d’extrême gauche fondé en 1970.

## Histoire
En 1970, un groupe d’étudiants de l’Université de Barcelone fortement marqué par la Révolution culturelle chinoise décide de quitter le PSUC (Parti Socialiste Unifié de Catalogne, branche catalane du Parti Communiste) pour créer  l’Organización Comunista - Bandera Roja (Organisation Communiste-Drapeau Rouge).
L’organisation est renommée Organización Comunista de España - Bandera Roja (Organisation Communiste d'Espagne – Drapeau Rouge) en 1973. Ce changement de nom traduit la volonté de l’organisation de s’implanter sur tout le territoire espagnol et donc de ne plus se cantonner à la seule Catalogne.
Les militants de l’aile modérée, parmi lesquels figurent Alfonso Carlos Comín et Jordi Solé Tura, quittent l’OCE-BR en 1974 pour fonder  l’éphémère Bandera Roja de Catalunya (Drapeau Rouge de Catalogne) qui réintégrera rapidement le PSUC.

À la suite de cette scission, l’OCE-BR décide de réaffirmer son adhésion à l’idéologie marxiste-léniniste et maoïste. Très critique vis-à-vis du PCE, considéré comme un parti « révisionniste », l’OCE-BR appelle à la reconstruction d’un « véritable parti communiste » en Espagne. En outre, l’organisation se déclare pour l’instauration d’une république démocratique et fédérale, vue comme une première étape avant l’instauration d’un régime socialiste. Enfin, la transition démocratique est dénoncée comme une « réforme post-franquiste » visant à maintenir le régime,.
Jusque-là clandestine, l'OCE-BR s’inscrit en 1977 au registre des associations politiques et devient donc un parti légal.

À cette époque, l’organisation peut s’appuyer sur plusieurs publications pour diffuser ses idées : Bandera Roja (Drapeau Rouge), son principal titre de presse diffusé en Catalogne, mais aussi Estrella Roja (Étoile rouge), diffusé lui aussi en Catalogne, et El Comunista (Le Communiste), diffusé dans la région de Valence.
Au cours des années 1980, l’OCE-BR va être confronté à plusieurs scissions qui vont considérablement l’affaiblir. Finalement, les derniers militants de l’organisation décident en 1989 de rejoindre le PCE et le PSUC. L’OCE-BR sera officiellement dissoute en 1994.